# Ben King (kolarz)
Benjamin T. „Ben” King (ur. 22 marca 1989 w Richmond) – amerykański kolarz szosowy.

## Osiągnięcia
Opracowano na podstawie:

2009
- 1. miejsce w mistrzostwach Stanów Zjednoczonych U23 (start wspólny)

2010
- 1. miejsce w mistrzostwach Stanów Zjednoczonych U23 (start wspólny)
- 1. miejsce w mistrzostwach Stanów Zjednoczonych (start wspólny)

2011
- 1. miejsce w klasyfikacji młodzieżowej Tour of Beijing

2015
- 1. miejsce na 1. etapie Critérium International
- 2. miejsce w mistrzostwach Stanów Zjednoczonych (jazda indywidualna na czas)

2016
- 1. miejsce na 2. etapie Tour of California

2018
- 1. miejsce w klasyfikacji górskiej Volta ao Algarve
- 1. miejsce na 4. i 9. etapie Vuelta a España

2021
- 1. miejsce na 6. etapie Volta a Portugal

2022
- 1. miejsce w klasyfikacji górskiej Volta a la Comunitat Valenciana

## Rankingi
| Rok              | 2010 | 2011 | 2012 | 2013 | 2014 | 2015 | 2016  | 2017  | 2018  | 2019  | 2020 | 2021  |
| ---------------- | ---- | ---- | ---- | ---- | ---- | ---- | ----- | ----- | ----- | ----- | ---- | ----- |
| UCI World Tour   |      | -    | -    | -    | 206. | -    | 196.  | 365.  | 114.  |       |      |       |
| World Ranking    |      |      |      |      |      |      | 841.  | 1857. | 265.  | 1040. | 628. | 1111. |
| UCI Europe Tour  | 886. |      |      |      |      |      | 1516. | 1793. | 1991. |       |      |       |
| UCI America Tour | 109. |      |      |      |      |      | 178.  | -     | 136.  | 130.  | 46.  | -     |
| UCI Oceania Tour | 76.  |      |      |      |      |      | -     | -     | -     |       |      |       |
|                  |      |      |      |      |      |      |       |       |       |       |      |       |
| Źródło: UCI      |      |      |      |      |      |      |       |       |       |       |      |       |